# Capelle-West
Capelle-West is een woonwijk in het westen van Capelle aan den IJssel, in de Nederlandse provincie Zuid-Holland. De woonwijk grenst aan de wijken 's-Gravenland, Fascinatio en aan de Rotterdamse wijk Kralingseveer, en is gelegen aan de Abram van Rijckelvorselweg, de Algeraweg en de rivier de Hollandse IJssel. Het vlakbijgelegen metrostation Capelsebrug is een knooppunt voor metro's en bussen met ruime parkeermogelijkheden en ligt op loopafstand van de wijk (er rijden tevens bussen naar het metrostation).

## Geschiedenis
Capelle-West is een van de oorspronkelijke kernen van Capelle aan den IJssel. Deze wijk bestaat uit drie woonbuurten - de Kleine Zeeheldenbuurt en De Loedt, het centrum van West en de Redenbuurt. De Kleine Zeeheldenbuurt dateert van rond de eeuwwisseling van de 19e naar de 20e eeuw met smalle straten, traditioneel veel rijtjeswoningen en onvoldoende parkeermogelijkheid. De Loedt kenmerkt zich door gemengd gebruik, grasland en boomgaarden, een open verkaveling en een verzameling van voormalige boerderijen. Het centrum dateert uit rond 1950 en bestaat dan voornamelijk uit eengezinswoningen met een aantal winkels en bedrijven, na 2005 is er op diverse plaatsen hoogbouw gerealiseerd. De Redenbuurt bestaat uit twee delen, een deel van de woningvoorraad is gebouwd in 1980 en het andere deel in 1990. Beide delen bestaan uit eengezinswoningen.
Het centrum van de wijk Capelle-West is in de jaren vijftig van de 20e eeuw gebouwd en bestaat voornamelijk uit eengezinswoningen met winkels en een aantal autobedrijven. De Redenbuurt is in 1980 gebouwd volgens het woonerfprincipe met eengezinswoningen en voltooid in 1990 met de toevoeging van nog meer eengezinswoningen.
Er zijn twee bedrijventerreinen waarvan één binnendijks voor "schone" bedrijven en een buitendijks voor zwaardere en lichtere industrie. Evenwijdig aan de Hollandsche IJssel bevinden zich groenzones. Tussen Capelle-West en 's-Gravenland is een groene buffer waarin het volkstuincomplex en een vijver zijn opgenomen. Er zijn ook twee wijkparken, een in het centrum en één in het oosten van de wijk.
In de wijk is een (kleine) buurtwinkelcentrum aanwezig.
De wijk Capelle-West heeft groenzones langs de dijk. Ook is er een groenzone aanwezig tussen deze wijk en de wijk 's-Gravenland, de groene buffer. In deze zone zijn een volkstuinencomplex, een dierenweide, een rosarium en een recreatievijver ondergebracht. Verder zijn er enkele speelplaatsen, spelvelden, een speeltuin en een klein park in Capelle-West aanwezig.

## Demografie
De wijk heeft 2.325 inwoners (peildatum 1 januari 2012), waarvan 1.206 in de Redebuurt en 1.119 in Zeeheldenbuurt. Ruim dertien procent van de inwoners van Capelle West is van niet Nederlandse etniciteit; veruit het laagste percentage binnen de gemeente. De wijk is kinderrijk: 45 procent van de huishoudens heeft kinderen. Bewoners in de wijk zijn in vergelijking met andere Capelse wijken het meest honkvast; 11 procent is in de afgelopen 24 maanden verhuisd. Van de bewoners leeft twee procent van een bijstandsuitkering.